# Meteoroide

Des d'un meteoroide a un meteor i meteorit. Il·lustració animada de les diferents fases en què un meteoroide entra a l'atmosfera i és visible com un meteor i afecta la superfície de la Terra en forma de meteorit

Un meteoroide (del llatí meteōrus, i aquest del grec μετέωρος, 'elevat en l'aire') és un fragment de roca relativament petit, entre 100 µm i 10 m, segons la Royal Astronomical Society (altres fonts estableixen límits diferents), que es troba en l'espai.
Els meteoroides són generalment fragments despresos dels cometes i dels asteroides, tot i que també poden haver estat impulsats en un impacte amb un satèl·lit o un planeta. Quan entren a l'atmosfera terrestre, a causa del fregament produeixen els anomenats meteors o estels fugaços; els meteoroides amb diàmetres superiors al centímetre produeixen els anomenats bòlids, però solament aquells amb una mida mínima d'aproximadament un metre poden generar meteorits, és a dir, fragments que arriben a la superfície de la Terra, ja que si són més petits generalment arriben a volatilitzar-se completament.